# UFC Fight Night: Kape vs. Almabayev
UFC Fight Night: Kape vs. Almabayev（ユーエフシー・ファイトナイト：ケイプ・バーサス・アルマバイエフ、別名UFC Fight Night 253、UFC on ESPN+ 111）は、アメリカ合衆国の総合格闘技団体「UFC」の大会の一つ。2025年3月1日、ネバダ州ラスベガスのUFC APEXで開催された。

## 大会概要
本大会はマネル・ケイプとアスー・アルマバイエフのフライ級戦が組まれた。

## 試合結果

### プレリミナリーカード
第1試合 フライ級 5分3R
○  ラマザン・テミロフ vs.  チャールズ・ジョンソン ×
3R終了 判定3-0（29-28、29-28、29-28）
第2試合 女子フライ級 5分3R
○  JJ・アルドリッチ vs.  アンドレア・リー ×
3R終了 判定3-0（30-27、30-27、29-28）
第3試合 148ポンド契約 5分3R
○  ダニー・シウバ vs.  ルーカス・アウメイダ ×
3R終了 判定2-1（29-28、28-29、29-28）
※アウメイダの体重超過によりフェザー級から変更。
第4試合 フェザー級 5分3R
○  チェペ・マリスカル vs.  リカルド・ラモス ×
3R終了 判定3-0（30-27、30-27、30-27）
第5試合 ヘビー級 5分3R
○  マリオ・ピント vs.  オーステン・レーン ×
2R 0:39 KO（右フック）

### メインカード
第6試合 ウェルター級 5分3R
○  サム・パターソン vs.  ダニー・バーロウ ×
1R 3:10 KO（右フック→パウンド）
第7試合 フェザー級 5分3R
○  ハイダー・アミル vs.  ウィリアム・ゴミス ×
3R終了 判定2-1（29-28、28-29、29-28）
第8試合 ライト級 5分3R
○  ナスラット・ハクパラスト vs.  エステバン・リボビクス ×
3R終了 判定2-1（29-28、28-29、29-28）
第9試合 ミドル級 5分3R
○  コーディ・ブランデージ vs.  ジュリアン・マルケス ×
1R 4:45 TKO（右ストレート→パウンド）
第10試合 フライ級 5分5R
○  マネル・ケイプ vs.  アスー・アルマバイエフ ×
3R 2:16 TKO（スタンドパンチ連打）

### 各賞
ファイト・オブ・ザ・ナイト：ナスラット・ハクパラスト vs. エステバン・リボビクス
パフォーマンス・オブ・ザ・ナイト：マネル・ケイプ、マリオ・ピント
各選手にはボーナスとして5万ドルが授与された。

### カード変更
負傷などによるカードの変更は以下の通り。